# كأس رابطة الدول المستقلة 2001
كأس رابطة الدول المستقلة 2001 (بالإنجليزية: 2001 Commonwealth of Independent States Cup)‏ هو موسم من كأس رابطة الدول المستقلة. أقيم بتاريخ 2001، وبمشاركة  16 فريقاً، وفاز فيه سبارتاك موسكو.